# Práznovszky Iván
Zarkafalvi és práznóci Práznovszky Iván (névváltozat: Praznovszky; Budapest, 1883. december 12. – Budapest, 1971. április 1.) magyar jogász, diplomata, nagykövet.

## Élete
Középiskolai tanulmányait a budapesti piarista gimnáziumban végezte, majd a budapesti Királyi Magyar Tudományegyetemen szerzett jogi diplomát. Több külföldi tanulmányutat tett, kitűnően tudott németül és franciául, kezdetektől fogva érdekelte a diplomácia. 1904-ben a király személye körüli minisztérium segédfogalmazója lett, majd 1908-tól a közös külügyminisztériumban dolgozott. 1914-től osztálytanácsos. A Monarchia összeomlása után átkerült az önálló magyar külügyminisztériumba. A Tanácsköztársaság bukása után fontos szerepet játszott a minisztérium újjászervezésében, 1919-ben miniszteri tanácsos lett. 
1919 végén a párizsi békekonferenciára utazó magyar küldöttség főtitkárává nevezték ki. Feladatkörébe a békedelegáció utazásának, ellátásának és programjának megszervezése tartozott. A trianoni békeszerződés aláírása után is Párizsban maradt kezdetben ügyvivő, majd 1922-től párizsi követ és meghatalmazott miniszter lett, utóbb Spanyolországban is akkreditálva. Még 1922-ben hazatért, és a következő évben nyugdíjazták.
Hazatérte után aktívan részt vett a közéletben és az üzleti életben, publicisztikai tevékenységet is folytatott. 1951-ben kitelepítették egy Kamut környéki tanyára, ahonnan 1953-ban térhetett vissza a fővárosba. Nyugdíjasként fordított és nyelvórákat adott, így találkozott a nála 44 évvel fiatalabb Dely Olivér György zoológussal, akivel életre szóló barátságot kötött. 1971-ben hunyt el Budapesten.
Távoli rokona Praznovszky Mihály irodalomtörténész.

## Művei
- A Monarchiától Trianonig egy magyar diplomata szemével. Praznovszky Iván emlékezései; dokumentumvál., tan., jegyz. Zeidler Miklós; Olvasósarok, Budapest, 2012